# Estate in città (film 1970)
Estate in città (Summer in the City) è un film del 1970, il primo lungometraggio diretto da Wim Wenders.

## Trama
Il film inizia a Monaco di Baviera. Il protagonista Hanns, un giovane di circa trent'anni, viene scarcerato ed è atteso e prelevato da un uomo che gli annuncia un incontro necessario con un certo Jonas. Hanns esce dall'auto con un pretesto, cammina senza meta per strade degradate finché non scopre che è inseguito dalla sua ex banda. Fugge da un'amica a Berlino e le racconta del tempo della sua prigionia e di un libro di Thomas Bernhard che sta leggendo e che gli ha fatto nascere diverse domande sul senso della vita. Dopo essere ospitato di casa in casa da varie sue conoscenze femminili in differenti quartieri della città, a colazione una mattina trova su un giornale una sua foto  scattata proprio a Berlino. Deve perciò lasciare la città in fretta. Vorrebbe andare a New York, ma i preparativi per il viaggio e il visto consolare richiederebbero troppo tempo. Si ferma davanti ad una vetrina della sede berlinese della agenzia Intourist (in quel tempo l'unica autorizzata a vendere prenotazioni di alberghi e viaggi verso i paesi comunisti dell'Est Europa) ma poi ritorna nell'appartamento di una sua amica berlinese. Decide infine di volare ad Amsterdam.

## Produzione
Nel 1969 la Hochschule für Fernsehen und Film (Scuola Superiore di Televisione e Cinema) di Monaco, che Wenders frequenta dal 1967 al 1970, mette a disposizione dello studente la somma di 15.000 marchi per il film-tesi conclusivo del ciclo di studi. Sfidando le limitazioni imposte dal budget, il regista gira in cinque giorni il suo primo lungometraggio.".  È un film in 16 mm, bianco e nero, e come in numerosi film successivi il cameraman è Robby Müller. Wenders si ritaglia anche un piccolo ruolo di attore: interpreta l'amico del biliardo. 

## Temi
Il film contiene già molti dei temi ricorrenti di Wenders : 
- il viaggio verso una destinazione indefinita utilizzando tutti i tipi di mezzo di trasporto: treni, aerei, automobili ecc.
- i luoghi e gli spazi urbani come protagonisti: la città senza nessun monumento caratterizzante, le anonime e simili strade, gli edifici, i marciapiedi, le insegne, i negozi, i bar, jukebox, i flipper, i distributori automatici di sigarette o chewing-gum, le pompe di benzina AMOCO ecc.
- il disagio esistenziale: azioni continuamente interrotte, desideri di fuga, senso di spaesamento, viaggiare senza nessun bagaglio e sempre con gli stessi vestiti anche se ben stirati e dignitosi, l'attesa di eventi che non si verificheranno
- il tema del passato e la fuga da demoni invisibili
- L'assoluta mancanza di informazioni sul passato del protagonista, tranne un breve accenno che è stato "un anno" in carcere
- la solitudine e la difficoltà di comunicare.I televisori che trasmettono schermi bianchi o senza voce (tranne un paio di trasmissioni dei gruppi musicali preferiti)
- le azioni ripetitive, quasi ossessive: il protagonista fuma sempre in ogni scena e beve solo caffè. Tranne una fetta di pane con burro, nel resto del film non lo si vede mai mangiare un vero pasto.La lunga e inconcludente partita a biliardo nella quale i due giocatori non riescono mai a mandare nessuna boccia dentro una buca.

## Stile
La narrazione è basata su contrasti, a partire dal titolo del film di "Estate in città" in ambienti dove appare solo neve e freddo.
Lo stile dei dialoghi è talvolta diretto e talvolta indiretto: in alcune scene il protagonista parla in prima persona e si sente  la sua voce chiaramente mentre commenta questo o quell'argomento. In altre scene invece la voce del protagonista è ovattata e incomprensibile e si vede solo il movimento delle sue labbra, mentre un narratore fuori campo racconta in terza persona il contenuto delle idee di Hans : "disse che pensava di restar via per qualche tempo" ...."chiese se poteva ancora ascoltare quel disco ". Wenders rifiuta il "découpage" classico e si sottrae alla regola dello"... spezzettamento e della condensazione drammatica" , predilige una "scrittura grezza", "povera", "essenziale", (usa il bianco e nero e per rispettare la realtà fa durare molto a lungo le inquadrature non ricorrendo quasi mai al campo-controcampo)
In Summer in the City, Wenders usa per la prima volta una ripresa dall'ala di un aeroplano. Immagini simili si troveranno in molti dei suoi film successivi.

## Colonna sonora
Un elemento importante del film è la musica. La colonna sonora include brani di The Lovin' Spoonful, The Kinks, Chuck Berry, Gene Vincent, The Troggs e Gustav Mahler. A parte i festival, il film non è mai stato proiettato al cinema perché Wenders non aveva i diritti sulla musica utilizzata. La maggior parte delle canzoni proviene dal lavoro dei The Kinks:
1) Wait till the summer comes along
2) Too much on my mind
3) See my friends
4) I am free
5) I wonder where my baby is tonight
6) Tired of waiting for you
7) Days
8) Rainy day in June.

## Cinema nel cinema
Hanns, seduto in poltrona accanto a un amico, guarda Alphaville, un film di Jean Luc Godard: lo spettatore non vede le immagini ma ascolta soltanto il sonoro.